# Piri Weepu
Piri Awahou Tihou Weepu (Lower Hutt, 7 settembre 1983) è un rugbista a 15 neozelandese, mediano di mischia dell'Oyonnax in Top 14 e campione del mondo nel 2011 con gli All Blacks.

## Biografia
Weepu, di ascendenze maori e niueane, esordì nel campionato nazionale provinciale neozelandese nel 2003 sotto le insegne della provincia di Wellington; l'anno successivo debuttò anche nel Super Rugby nella franchise di Wellington, gli Hurricanes, e a fine 2004 giunse il primo test match con gli All Blacks, a Cardiff contro il Galles.
Nonostante le sue prestazioni in Nazionale, non fu convocato, con suo disappunto, alla Coppa del Mondo di rugby 2007, pur essendo stato convocato alle preselezioni per il torneo; rientrò in squadra come titolare fisso, partecipando ai tour del 2008 e del 2010 nelle Isole britanniche che si risolsero in altrettanti Grandi Slam; infine, nel 2011, partecipò alla Coppa del Mondo di rugby 2011 laureandosi campione, anche se proprio durante la competizione ricevette la notizia della scomparsa del suo nonno paterno, da tempo malato e ricoverato a Wellington.
Dal 2012, dopo otto stagioni con gli Hurricanes, militò per due anni nei Blues, franchise della regione di Auckland. Dal 2014, terminata la sua esperienza con i Blues, si è trasferito in Gran Bretagna per giocare con gli inglesi dei London Welsh.

## Palmarès
- Coppe del mondo: 1
Nuova Zelanda: 2011